# تحریم‌ها علیه کره شمالی
شماری از کشورها و نهادهای بین‌المللی تحریم‌هایی را علیه کره شمالی اعمال کرده‌اند. در حال حاضر، بسیاری از تحریم‌ها مربوط به برنامه تسلیحات هسته ای کره شمالی است و پس از اولین آزمایش هسته ای آن در سال ۲۰۰۶ اعمال شدند.

### شورای امنیت سازمان ملل متحد

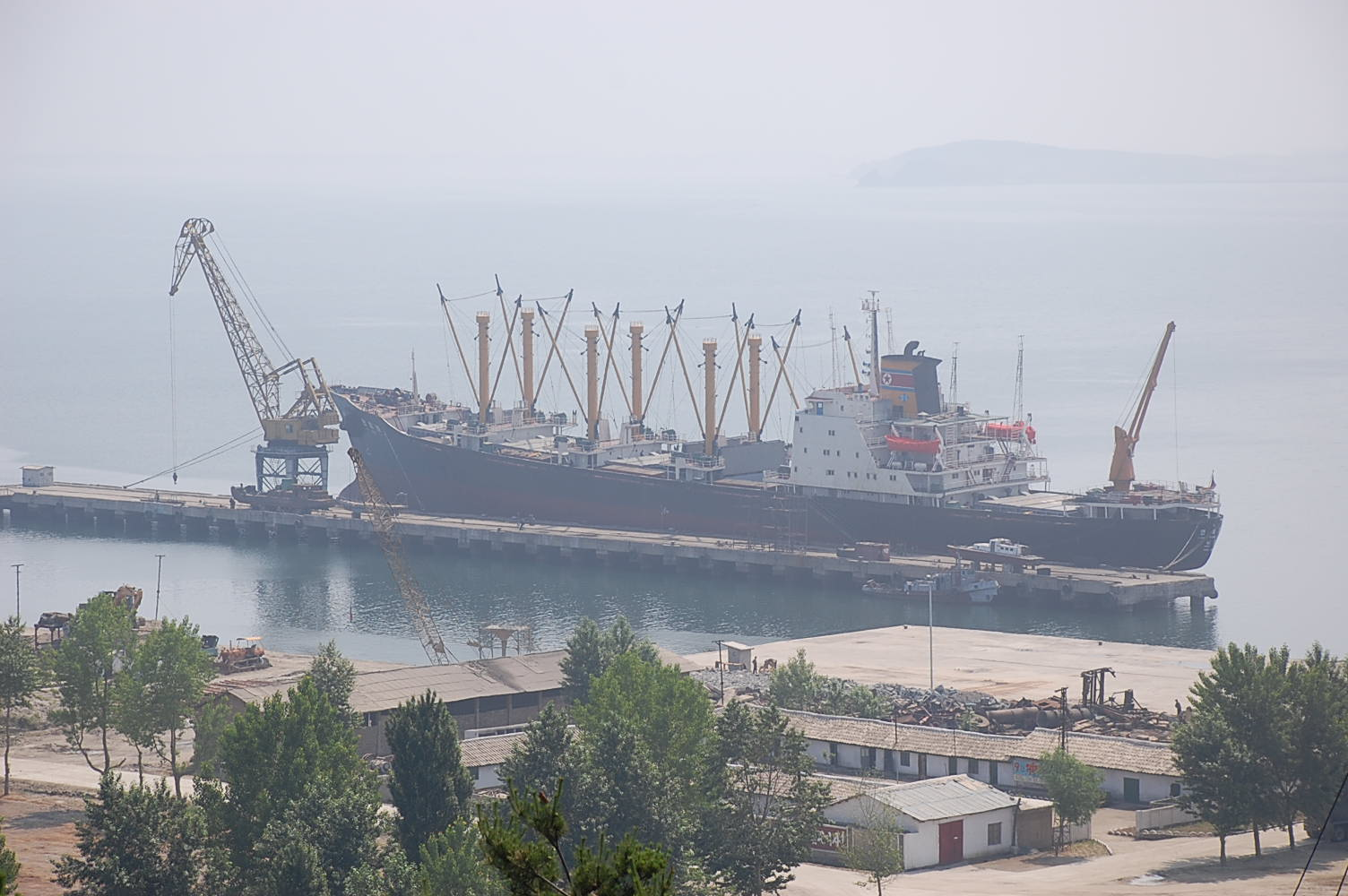
یک کشتی باری کره شمالی در حوض شهر نامپو

شورای امنیت سازمان ملل از اولین آزمایش هسته ای کره شمالی در سال ۲۰۰۶ تعدادی قطعنامه را تصویب کرده‌است.

## ملل
در فوریه سال ۲۰۱۷، چین تمام واردات زغال‌سنگ از کره شمالی را برای بقیه سال میلادی اش ممنوع اعلام کرد. چین همچنین صادرات برخی فرآورده‌های نفتی و واردات منسوجات از کره شمالی را مطابق با قطعنامه‌های سازمان ملل ممنوع اعلام کرد.

### ژاپن
در سال ۲۰۱۶، ژاپن تحریم‌هایی علیه کره شمالی وضع کرد که عبارتند از:
- ممنوعیت ارسال حواله، به جز مواردی که برای اهداف بشردوستانه کمتر از ¥۱۰۰,۰۰۰ ارزش داشته باشند.[۴]
- منع ورود شهروندان کره شمالی به ژاپن.
- تجدید ممنوعیت ورود کشتی‌های کره شمالی به بنادر ژاپنی و تمدید آن برای شامل سایر کشتی‌هایی که از کره شمالی بازدید کرده‌اند.
- ممنوع کردن تکنسین‌های هسته ای و موشکی که از ورود به ژاپن به کره شمالی بوده‌اند.[۵]

## پیوند های خارجی
- لیست مجازات‌های بین‌المللی علیه کره شمالی بایگانی‌شده  در ۲۴ دسامبر ۲۰۲۰ توسط Wayback Machine ، منتشر شده توسط Sanctionswiki.org
- اسناد سازمان ملل متحد برای DPRK (کره شمالی)
- کمیته شورای امنیت سازمان ملل متحد بنا به قطعنامه ۱۷۱8 (2006) تأسیس شده‌است (گزارشهایی که توسط هیئت کارشناسان سازمان ملل متحد، برای حمایت از کمیته تحریم‌ها در انجام وظایف خود بنا شده‌است، همان‌طور که در بند ۱۲ قطعنامه ۱۷۱۸ مشخص شده‌است)